# Dennis Fenton
Dennis Fenton (Ballincota, 20 novembre 1888 – San Diego, 29 marzo 1954) è stato un tiratore a segno statunitense.

## Palmarès

### Olimpiadi
- 5 medaglie:
  - 3 ori (Anversa 1920 nella carabina libera a squadre; Anversa 1920 nella carabina militare a terra 600 m a squadre; Anversa 1920 nella carabina piccola a squadre)
  - 2 bronzi (Anversa 1920 nella carabina piccola individuale; Parigi 1924 nel bersaglio mobile a squadre)